# Comocladia hollickii
Comocladia hollickii är en sumakväxtart som beskrevs av Nathaniel Lord Britton. Comocladia hollickii ingår i släktet Comocladia och familjen sumakväxter. Inga underarter finns listade i Catalogue of Life.